# Jubiläumsturm (Plochingen)
Der Jubiläumsturm im Plochinger Ortsteil Stumpenhof im baden-württembergischen Landkreis Esslingen ist ein denkmalgeschützter Aussichtsturm auf einer Höhe von 399 m über dem Meeresspiegel, den der Schwäbische Albverein betreut.

## Geschichte

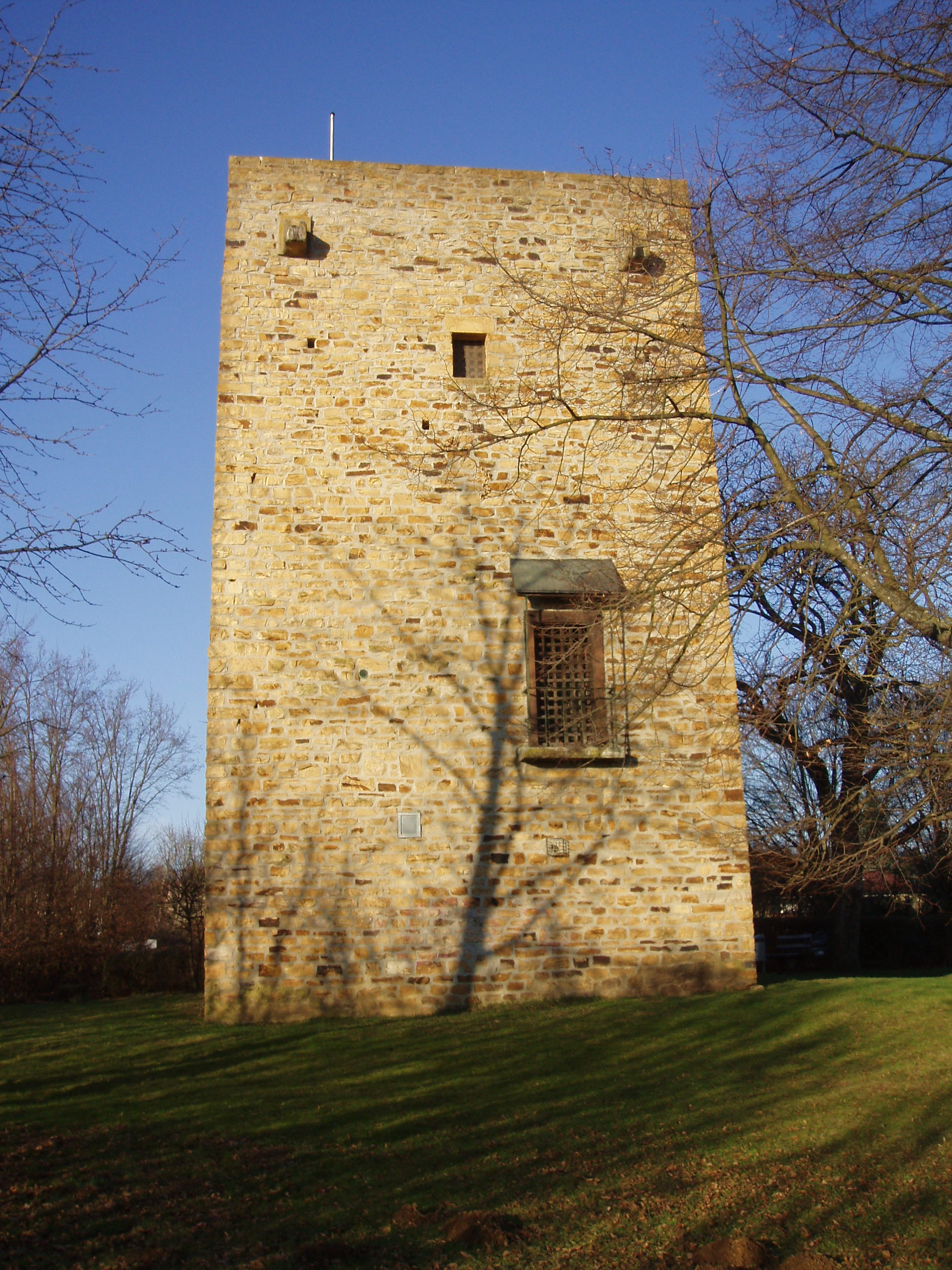
Jubiläumsturm Talseite

1891 wurde durch den Verschönerungsverein Plochingen ein zwölf Meter hoher hölzerner Aussichtsturm errichtet. Dieser Turm wurde 1938 anlässlich des fünfzigjährigen Bestehens des Schwäbischen Albvereins durch den heute noch genutzten, 14 m hohen Jubiläumsturm ersetzt, der aus Angulatensandstein aus der Umgebung gebaut ist. Die Außentreppe des untersten Aufstiegs besteht aus Crailsheimer Muschelkalk. Der Turm mit dem quadratischen Grundriss stand bis 1949 frei in der Landschaft, der Stumpenhof war damals das einzige benachbarte Gebäude. 1952 wurde jedoch der neue Stadtteil Stumpenhof gegründet und inzwischen wurde die Umgebung weitgehend bebaut. Dennoch gilt der Turm als Plochinger Wahrzeichen und Landmarke.

## Aussicht
Der Turm bietet Aussicht bis zum Albtrauf, wo sich im Süden in 14 km Entfernung vom Turm die Teck erhebt. Weitere Berge, die vom Jubiläumsturm aus zu sehen sind, sind etwa der Boßler, der Hohenstaufen, der Rechberg und der Stuifen sowie Hohenneuffen, Jusi und Achalm. Bei sehr klarer Sicht ist auch der Plettenberg zu erkennen. Westlich sieht man das Neckartal.

## Nutzung
Der Turm ist in den Sommermonaten an Sonn- und Feiertagen für die Allgemeinheit geöffnet. Der Zugang erfolgt hierbei über die nordseitige Außentreppe und den dort liegenden Hocheingang. Innen folgt eine Betontreppe, die durch einen überdachten Treppenüberbau zur Aussichtsplattform führt.
Seit 1966 dient der im Erdgeschoss liegende Raum als Vereins- und Versammlungsraum des Schwäbischen Albvereins. Im Holzrahmen über dessen Zugangstür an der Ostseite des Turms ist eine Gedenkschrift zum Bau des Turms eingraviert.

## Weiteres
In dem Gebäudekomplex an der Straße Am Aussichtsturm südlich unterhalb des Turms befand sich von 1985 bis zu dessen Schließung 2014 das Plochinger Kreiskrankenhaus. Nach zeitweiligem Leerstand sind dort seit 2015 Teile des Landratsamts Esslingen untergebracht.